# Sommarljussläktet
Sommarljussläktet (Gaura) är ett släkte växter i familjen dunörtsväxter med cirka 20 arter från centrala och östra Nordamerika och söderut till centrala Mexiko. Sommarljus (G. lindheimeri) används som utplanteringsväxt i Sverige och är möjligen härdig milda vintrar i sydligaste landet.
Släktet är närstående nattljussläktet (Oenothera) men sommarljussläktets arter har ej uppsprickande, nötlika frukter som innehåller 1-3 frön. Nattljussläktet har uppsprickande kapslar med många frön.